# 蒙蒂尼奥索
蒙蒂尼奥索（義大利語：Montignoso），是意大利托斯卡纳大区马萨-卡拉拉省的一个市镇。总面积16平方公里，人口10553人，人口密度659.6人/平方公里（2009年）。ISTAT代码为045011。